# Jacques Sternberg
Jacques Sternberg (Anversa, 17 aprile 1923 – Parigi, 11 ottobre 2006) è stato uno scrittore belga di lingua francese, autore di romanzi e novelle di genere fantastico e fantascientifico.

## Biografia
Il padre di Jacques Sternberg era un gioielliere belga di origine ebraica polacca, morto nel campo di concentramento di Majdenek. Jacques cominciò a scrivere nel 1941, a 19 anni. Nel 1942, per sfuggire alla deportazione, si rifugiò in Spagna. Arrestato a Barcellona, fu inviato in Francia e passò tre mesi nei campi di prigionia di Rivesaltes e Gurs prima di riuscire a evadere. Questi eventi saranno raccontati nel suo primo romanzo, La boîte à guenilles (1945), pubblicato con lo pseudonimo "Jacques Bert". Nel 1946 si sposò ed ebbe un figlio, Jean-Pol, che sarebbe diventato anch'egli uno scrittore con lo pseudonimo Lionel Marek. Lavorò come imballatore e si stabilì a Parigi, dove nel 1953 pubblicò la prima raccolta di racconti, La géometrie dans l'impossibile.
Nel 1962 partecipò con Alejandro Jodorowski, Roland Topor e Fernando Arrabal alla fondazione del Movimento Panico. In seguito si dedicò quasi esclusivamente alla scrittura di racconti e novelle e alla cura della collana di antologie Planète. A proposito della novella, Sternberg scrisse:
Sternberg contribuì a cancellare la linea di separazione tra il fantastico e la fantascienza, che nel saggio Une succursale du fantastique nommée Science-Fiction (1958) definiva come un sottoinsieme del primo.
Nell'opera di Sternberg le cause del terrore non sono fantasmi o vampiri ma la città contemporanea, spesso descritta come un'entità gigantesca e maligna, pronta a schiacciare gli uomini indifesi che osano vivere all'interno del suo corpo. Questo tema riappare in romanzi come L'employé (1958), L'architecte (1960) e La banlieue (1976).
I suoi racconti, pubblicati tra le altre nelle raccolte La géométrie dans l'impossible (1953), La géométrie dans la terreur (1958), Contes glacés (1974) e Contes griffus (1993), fondono con successo elementi diversi: un senso dell'umorismo surreale e oscuro, la nozione kafkiana dell'assurdo, il gusto per il macabro e una visione lucida e pessimista del mondo e del futuro. L'amore non è mai una fonte di redenzione ma qualcosa di impossibile, quasi alieno, come in Sophie, la mer, la nuit (1976) e Le navigateur (1977).
I racconti di fantascienza, pubblicati in Entre deux mondes incertains (1958), Univers zéro (1970) e Futurs sans avenir (1971), seguono la stessa consuetudine. Tra gli elementi più ricorrenti troviamo forme di vita aliene che si fingono afroamericani per invadere l'America, la 533ª crocifissione di Gesù, la distruzione casuale della Terra da parte di alieni che non capiscono l'umanità. Le storie di Sternberg anticipano i testi sperimentali della New wave e l'umorismo di Douglas Adams.
Il mare è un elemento ricorrente in tutta la sua opera e soprattutto nel più celebre dei suoi romanzi, Sophie, la mer et la nuit.
Scrisse anche la sceneggiatura del film Je t'aime, je t'aime di Alain Resnais.
Morì di cancro ai polmoni nel 2006 a 83 anni.

## Opere

### Raccolte di racconti
- Jamais je n'aurais cru cela!, La Nouvelle revue Belgique, Bruxelles, 1945 - con lo pseudonimo "Jacques Bert"
- La géométrie dans l'impossible, Losfeld, Parigi, 1953
- La géométrie dans la terreur, Losfeld, Parigi, 1955
- Entre deux mondes incertains, Denoël, Parigi, 1958
- Univers zéro, André Gérard Marabout, Parigi, 1970
- Futurs sans avenirs, Laffont, Parigi, 1971
- Contes glacés, André Gérard Marabout, Parigi, 1974
- 188 contes à régler, Denoël, Parigi, 1988
- Histoires à dormir sans vous, Denoël, Parigi, 1990
- Histoires à mourir de vous, Denoël, Parigi, 1991
- Contes griffus, Denoël, Parigi, 1993
- Dieu, moi et les autres, Denoël, Parigi, 1995
- Si loin de nulle part, Les Belles Lettres, Parigi, 1998
- 300 contes pour solde de tout compte, Les Belles Lettres, Parigi, 2002

### Romanzi
- La boite à guenilles, Le Sablon, Bruxelles, 1945 - con lo pseudonimo "Jacques Bert"
- Le délit, Plon, Parigi, 1954
- La Sortie est au fond de l'espace, Denoël, Parigi, 1956
  - Il mondo senza sonno, tr. di Patrizio Dalloro, Urania 163, Arnoldo Mondadori Editore, 1957
  - Il mondo senza sonno, tr. di Ugo Malaguti e Claudio Del Maso, Perseo Libri, Bologna, 1998
- L'employé, Éditions de Minuit, Parigi, 1958
- L'architecte, Losfeld, Parigi, 1960
- La banlieue, Julliard, Parigi, 1961
- Un jour ouvrable, Losfeld, Parigi, 1961
- Toi, ma nuit, Losfeld, Parigi, 1965
  - Michèlle una notte, tr. di Francesco Villa, De Carlo, Milano, 1969
- Attention, planète habitée, Losfeld, Parigi, 1970
- Le cœur froid, Christian Bourgeois, Parigi, 1972
- Sophie, la mer et la nuit, Albin Michel, Parigi, 1976
- Le navigateur, Albin Michel, Parigi, 1976
- Mai 86, Albin Michel, Parigi, 1978
- Agathe et Béatrice, Claire et Dorothée, Albin Michel, Parigi, 1979
- Suite pour Eveline, sweet Evelin, Albin Michel, Parigi, 1980
- L'anonyme, Albin Michel, 1982
- Le shlemihl, Julliard, Parigi, 1989

### Teatro
- C'est la guerre, monsieur Gruber, Losfeld, 1968
- Théâtre: Kriss l'emballeur, Une soirée pas comme les autres, Albin Michel, Parigi, 1979

### Saggi
- Une succursale du fantastique nommée science-fiction, Losfeld, Parigi, 1958
- Topor, Seghers, 1978

### Lettere aperte
- Lettre aux gens malheureux et qui ont bien raison de l'être, Losfeld, Parigi, 1972
- Lettre ouverte aux Terriens, Albin Michel, Parigi, 1974

### Dizionari
- Dictionnaire du mépris, Calmann-Lévy, Parigi, 1973
- Dictionnaire des idées revues, Denoël, Parigi, 1985 - illustrato da Roland Topor

### Autobiografie
- À la dérive en dériveur, Julliard, Parigi, 1974
- Mémoires provisoires, Retz, Parigi, 1977
- Vivre en survivant, Tchou, Parigi, 1977
- Profession, mortel: fragments d'autobiographie, Les Belles Lettres, Parigi, 2001

### Altro
- Manuel du parfait petit secrétaire commercial, Losfeld, Parigi, 1960
- Les pensées, Le Cherche Midi, Parigi, 1986
- Chroniques de France Soir, Losfeld, Parigi, 1971
- Les charmes de la publicité, Denoël, Parigi, 1971
- Graveurs et illustrateurs du rêver la mer, Gallimard, Parigi, 1979
- Ports en eaux-fortes - Maritimes et d'outre-mer, Parigi, 1980